# Murge
A Murgia-fennsík (olaszul: Murge) karsztfennsík, illetve tájegység Olaszország Puglia régiójában, a Salentói-félsziget központi részén. Neve a latin murex szóból ered, melynek jelentése „éles kő”.

## Földrajza
A Murge kb. 7000 km2 kiterjedésű. Északon az Ofanto folyó völgye határolja, keleten az Adriai-tenger, délen Salento, nyugaton pedig az Appenninek. Két részre különíthető el: Alta Murgia (azaz Magas Murge), mely magasabb, sziklásabb és gyérebb növényzetű, illetve Bassa Murgia (azaz Alacsony Murge), amely alacsonyabb és termékenyebb vidék. Legmagasabb pontja a Monte Caccia (679 m). Elsősorban kréta-kori mészkövek építik fel. Felszínét karsztformák tarkítják (búvópatakok, dolinák stb.). A legnagyobb dolinák Altamura és Molfetta települések vidékén találhatók. Ugyancsak nevezetesek Castellana barlangjai.

## Gazdasága
A vidék gazdaságának meghatározó ágazata a mezőgazdaság: juhtenyésztés, olívatermesztés valamint zöldségtermesztés. Altamura mellett kőfejtő is működik, melyből értékes márványt nyernek. 

## Természetvédelem
A Murge természeti környezetének megóvása érdekében 2004-ben létrehozták az Alta Murgia Nemzeti Parkot.

## Települései
A Murgia-fennsík települései:
- Bari megyében:

Acquaviva delle Fonti; Alberobello; Altamura; Casamassima; Cassano delle Murge; Castellana Grotte; Conversano; Corato; Gioia del Colle; Gravina in Puglia; Locorotondo; Noci; Poggiorsini; Putignano; Rutigliano; Ruvo di Puglia; Sammichele di Bari; Santeramo in Colle; Toritto; Turi.
- Barletta-Andria-Trani megyében:

Andria; Barletta; Bisceglie; Canosa di Puglia; Minervino Murge; Spinazzola; Trani
- Taranto megyében:

Martina Franca; Castellaneta; Crispiano; Massafra; Mottola; San Giorgio Ionico; Faggiano; Fragagnano; Monteparano; Montemesola, Roccaforzata, Grottaglie, Ginosa, Laterza, Palagianello, Palagiano.
- Brindisi megyében:

Fasano, Cisternino, Ceglie Messapica, Ostuni, Villa Castelli.
- Matera megyében:

Matera, Montescaglioso.

## Fordítás
Ez a szócikk részben vagy egészben  a   Murgia című angol Wikipédia-szócikk ezen változatának fordításán alapul.  Az eredeti cikk szerkesztőit annak laptörténete sorolja fel. Ez a jelzés csupán a megfogalmazás eredetét és a szerzői jogokat jelzi, nem szolgál a cikkben szereplő információk forrásmegjelöléseként.